# Miklavž Grabnar
Miklavž Grabnar, slovenski biolog in molekularni genetik, * 15. november 1936, Ljubljana.
Biologijo je študiral na Univerzi v Ljubljani, leta 1960 diplomiral na takratni Naravoslovni fakulteti in se najprej zaposlil na Kemijskem inštitutu, nato pa na Oddelku za biologijo Biotehniške fakultete kot asistent pri Lilijani Istenič. Leta 1962 je odšel na Univerzo Johnsa Hopkinsa (Baltimore, ZDA), na podiplomski študij genetike. Leta 1967 je tam doktoriral pri profesorju Philipu E. Hartmanu; v svojem doktorskem delu je obravnaval bakteriofage enteričnih bakterij. Bil je eden izmed četverice prvih molekularnih biologov v takratni Jugoslaviji.
Po doktoratu se je vrnil v Ljubljano in se zaposlil na mikrobiološkem inštitutu Medicinske fakultete Univerze v Ljubljani, kjer je tudi nostrificiral doktorat. Leta 1970 je odšel na enoletno postdoktorsko izpopolnjevanje na kalifornijsko univerzo v Berkley, ZDA. Po vrnitvi se je zaposlil na Oddelku za biologijo Biotehniške fakultete v Ljubljani, kjer je oblikoval študijski predmet molekularna genetika in organiziral laboratorij za genetiko v študijske in raziskovalne namene. Leta 1979 je postal redni profesor za molekularno genetiko; predaval je na Biotehniški fakulteti in na Medicinski fakulteti (podiplomski študij). Leta 1980 je organiziral drugi mednarodni tečaj za genetsko inženirstvo v Jugoslaviji.
Leta 1985 je odšel na izpopolnjevanje iz molekularne biologije na Univerzi Wisconsina v Madisonu. V Puščinu, Rusija, je leta 1989 sodeloval pri gradnji laboratorijev kot svetovalec za patogene bakterije. Vse do upokojitve leta 2009 je predaval molekularno genetiko na Oddelku za biologijo Biotehniške fakultete in na Medicinski fakulteti Univerze v Ljubljani, na dodiplomskem in na podiplomskem študiju.  
Grabnar je vplival k razvoju slovenske biologije: z molekularno genetiko je postal študij biologije v 80-tih letih dvajsetega stoletja aktualen in popularen med študenti. Ob izjemno hitrem razvoju genetike in prvem kloniranju ovce Dolly pa se je Grabnar ukvarjal tudi s predstavljanjem področja širši javnosti.